# Браг, Реми
Реми Браг (фр. Rémi Brague, род. 8 сентября 1947, Париж) — французский философ.
Эмерит-профессор Университета Париж 1 Пантеон-Сорбонна и Мюнхенского университета.
Член фр. Академии моральных и политических наук (2009).
Автор многих работ.
Лауреат многих наград.

## Биография
В 1967 году поступил в Высшую нормальную школу в Париже, которую окончил в 1971 году со степенью агреже по философии.
Степень доктора философии получил в Университете Париж IV Сорбонна в 1976 году (summa cum laude). Там же получил степень доктора словесности (1986).
В 1972-1976 годах преподаватель философии.
В 1976-1988 годах научный сотрудник французского Национального центра научных исследований.
В 1988—1990 годах профессор в Бургундском университете.
В 1990—2010 годах профессор Университета Париж 1 Пантеон-Сорбонна (эмерит).
Одновременно в 2002—2013 годах профессор Мюнхенского университета Людвига-Максимилиана (эмерит).
В 1989—1990 и 2000 годах вр. профессор философии Лозаннского университета.
В 1995 и 2001 годах приглашённый профессор в Бостонском университете. Также приглашённый профессор в Бостонском колледже (2011) и др.
Член Католической академии Франции (2009).
Полиглот.
Женат, четверо детей.

## Награды
- Бронзовая медаль Национального центра научных исследований (1988)
- Шевалье Ордена Почётного легиона (2013).